# Jimmy Banks
James Banks (Milwaukee, 2 settembre 1964 – Milwaukee, 26 aprile 2019) è stato un calciatore statunitense, di ruolo difensore.